# Oriol de Nova Guinea
Oriolus szalayi és una espècie d'ocell de la família dels oriòlids (Oriolidae) que habita boscos, matolls i manglars de Nova Guinea i les illes Raja Ampat.